# Johannes de Doperkerk ('s-Heer Abtskerke)
Johannes de Doper is een gotische bakstenen kruiskerk met een vrijsstaande weststoren in de plaats 's-Heer Abtskerke in de gemeente Borsele van de Nederlandse provincie Zeeland. De kerk is gewijd aan Johannes de Doper en is gesitueerd aan de Kerkring. Het bevindt zich op een kerkhofterrein met vate (drinkput voor vee) in het centrum van het dorp, dat op een terpachtige hoogte is ontstaan. 
Het schip heeft drie traveeën met steunberen, twee deuren aan de noord- en zuidzijde en een rond venster boven elke deur. Het schip stamt uit de 15e eeuw. De driezijdige koorsluiting is 16e-eeuws, het oorspronkelijke koor was recht gesloten. De toren is 33 meter hoog en stamt vermoedelijk uit 1350. Het is voorzien van grote steunberen en vijf met spitsbogennissen en galmgaten versierde geleidingen. In de loop der tijd is de toren aan de westkant verzakt. Van 1590 tot 1859 was het noorderkoor een school. Zowel de toren als de kerk hebben status rijksmonument. In 1955 werd de toren en de kerk gerestaureerd. Van 1964 tot 1968 onderging de kerk een restauratie waarbij het koor en schip bij elkaar getrokken zoals dit in de 19e eeuw was. In 2015 werden de stenen en het metselwerk van de toren aangepakt.

## Klok
In 1943 is de toren ontdaan van klokken. De luidklok is hergebruikt van voormalige de kerk aan de Eversdijk. Deze klok is gegoten in 1825 en verkregen door middel van ruil met de gemeente Kapelle. 

## Orgel
In de kerk bevindt zicht een orgel dat in 1872 is gemaakt door de Societe Anonyme des Grandes Orgues uit Brussel. Het orgel werd op 27 oktober in gebruik genomen. In 1968 werd het orgel gerestaureerd door  J. Eversdijk uit Goes. Het orgel is nog in oorspronkelijke staat.

## Foto's

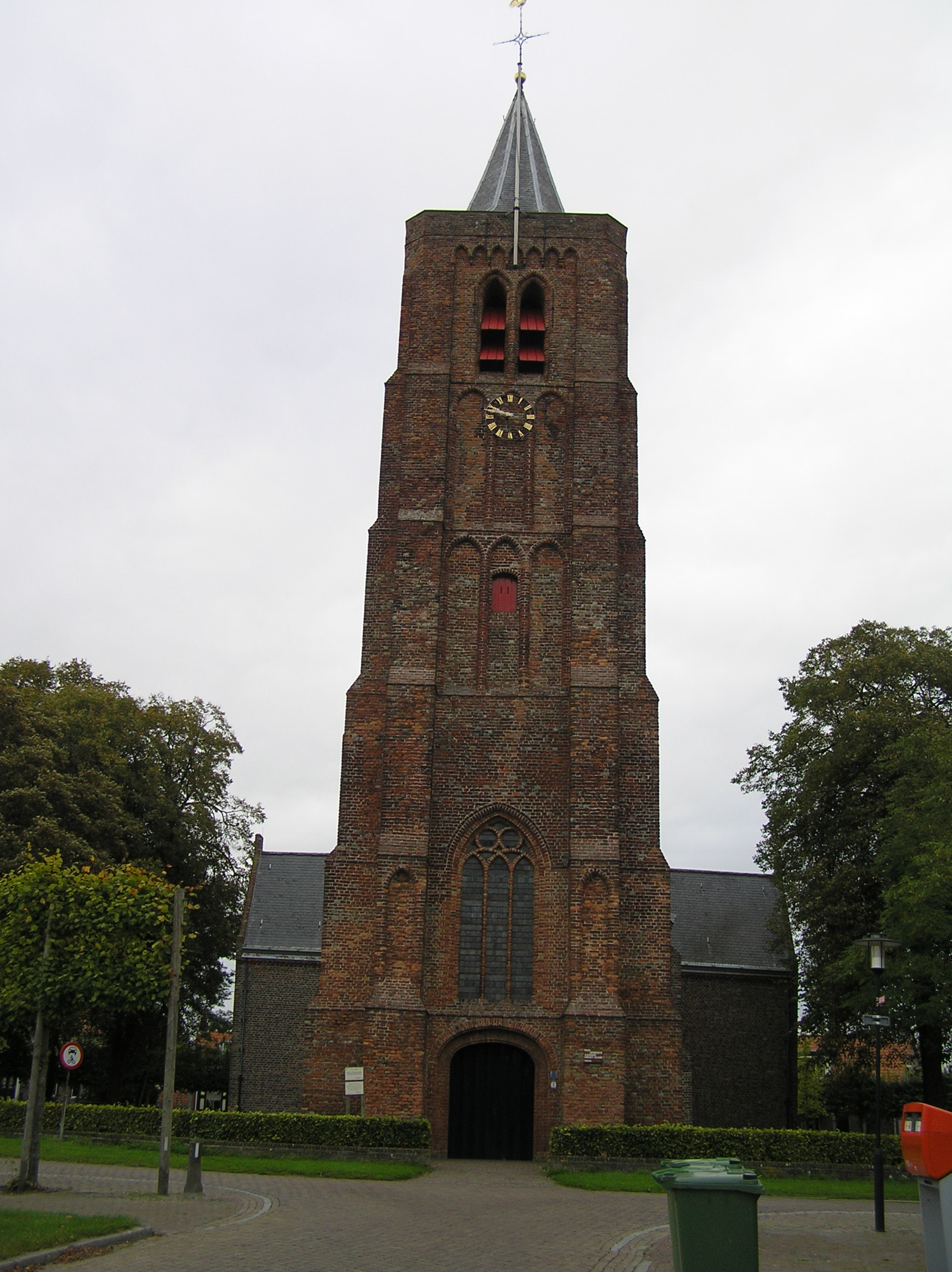
Toren
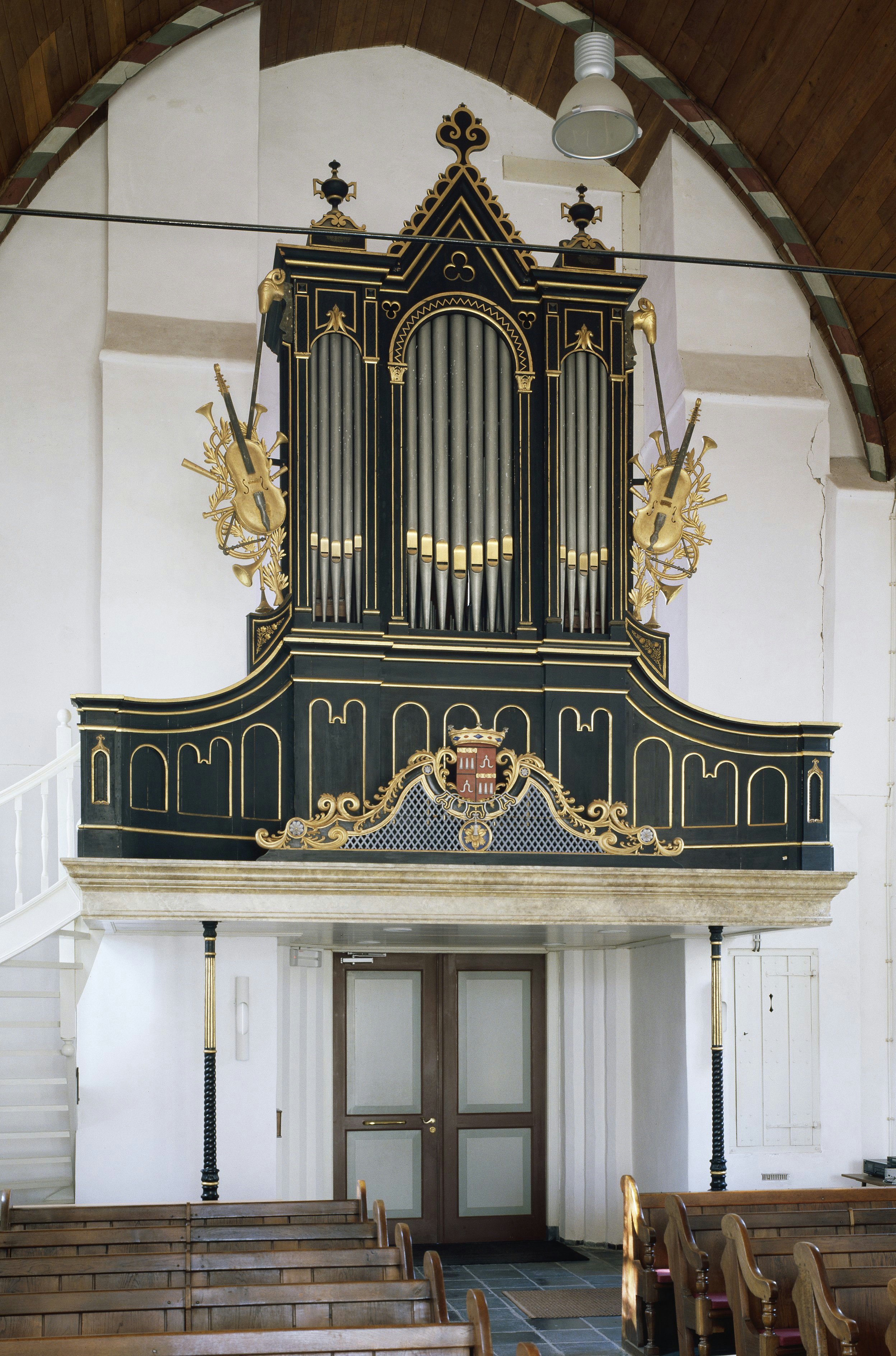
Orgel
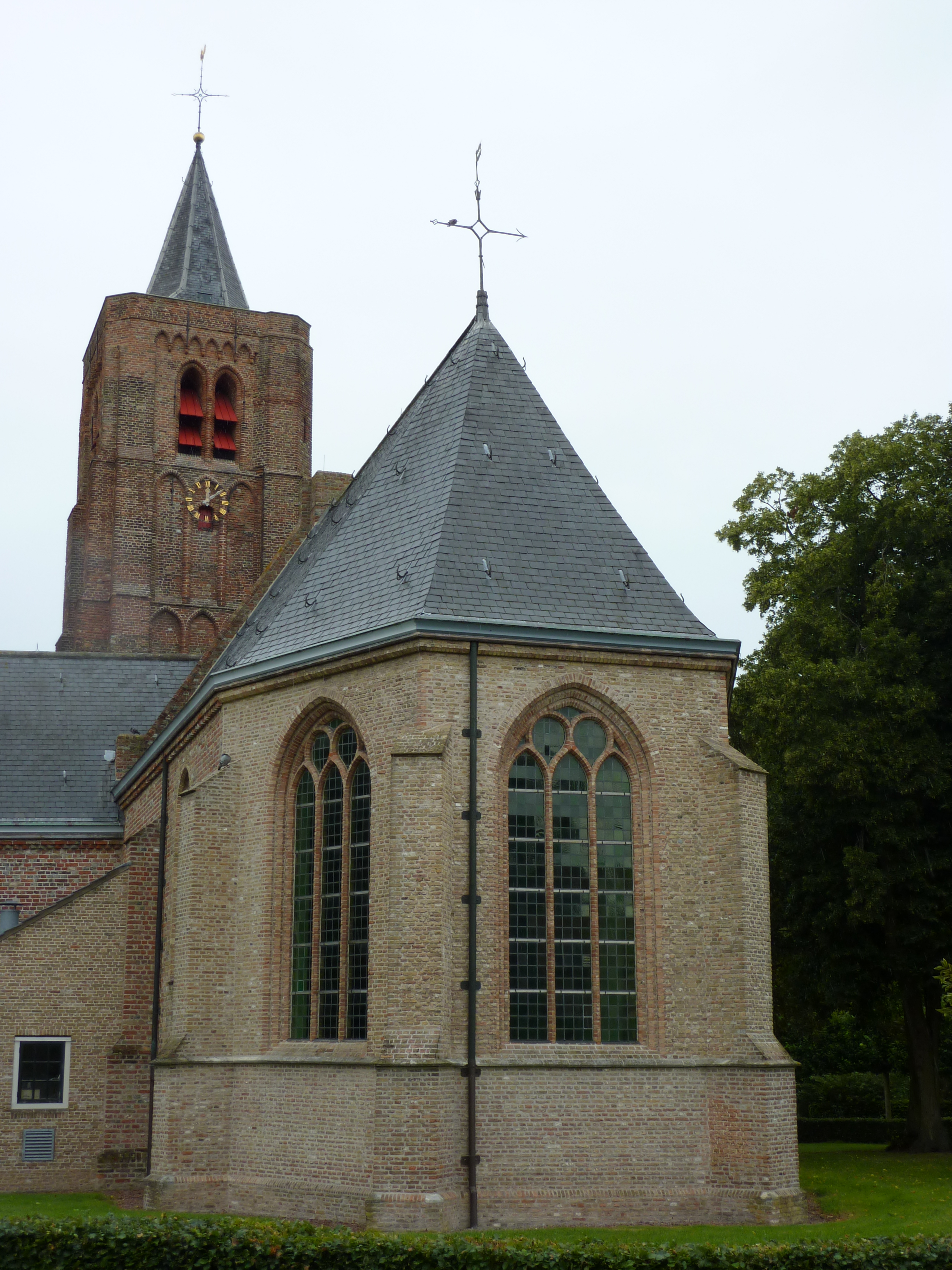
Kerk
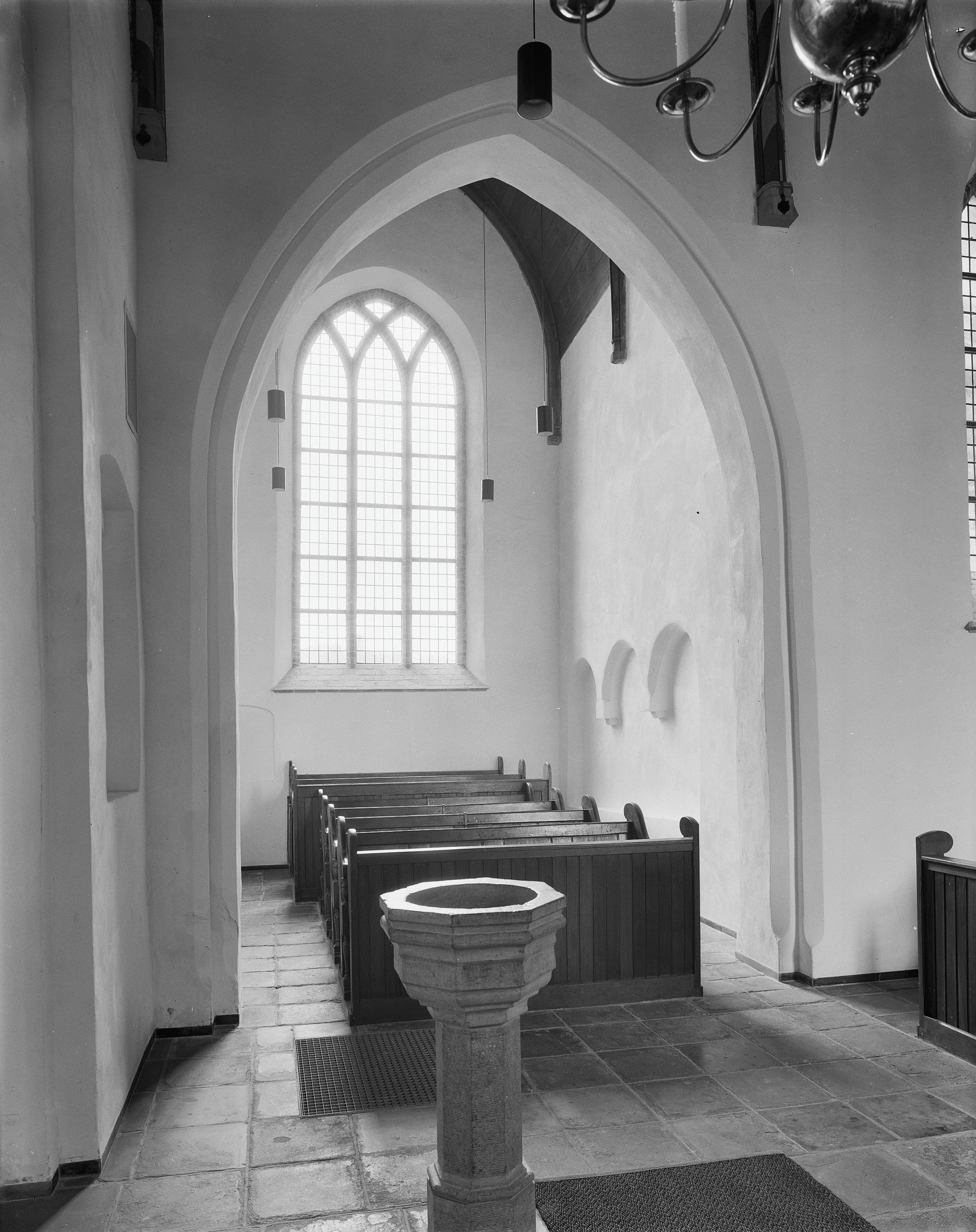
Zijbeuk
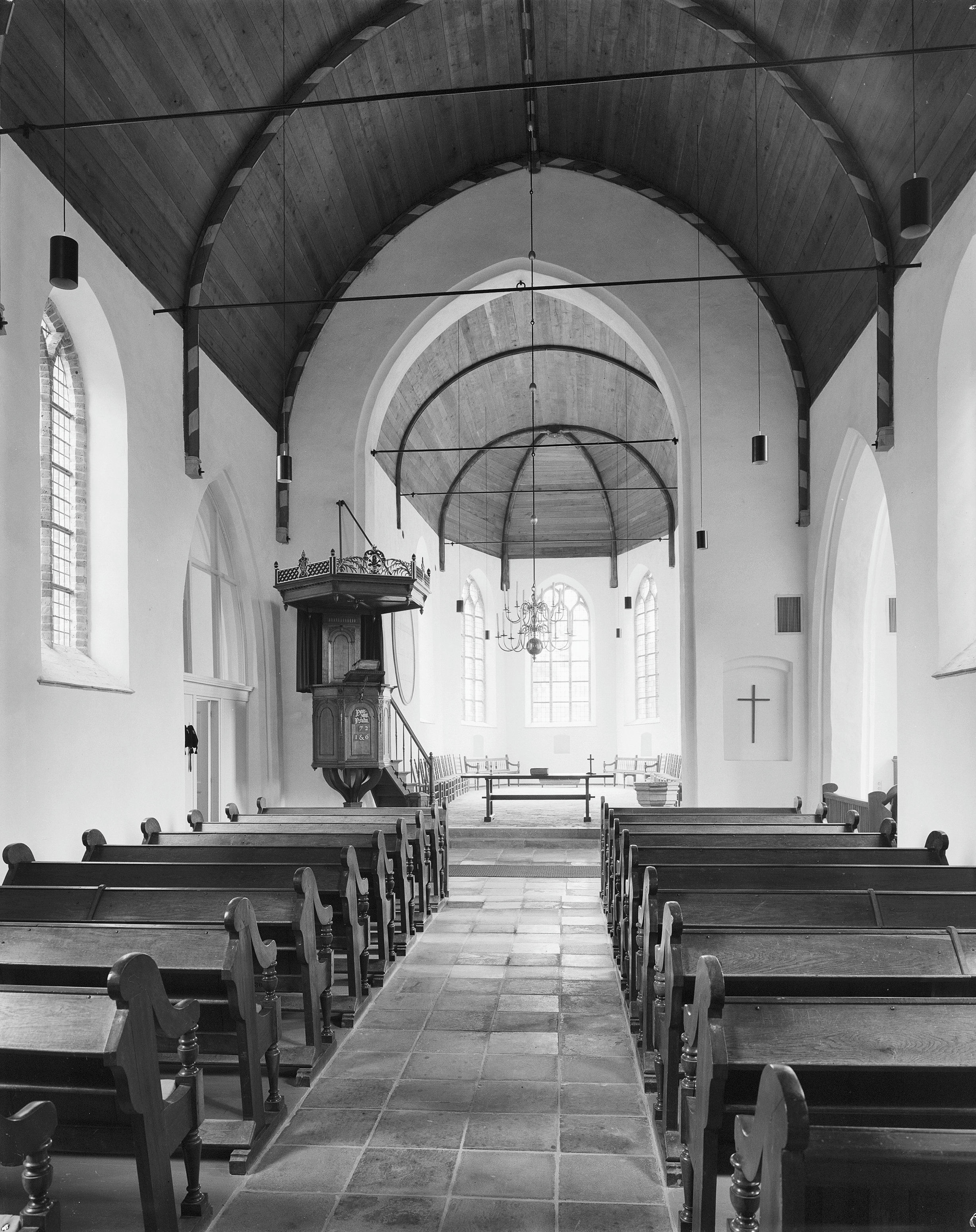
Kerkbanken en preekstoel